# LRRK2
LRRK2(Leucine-rich repeat kinase 2)는 인간에서 암호화되는 대규모 다기능 키나제 효소이다. LRRK2 유전자에 의해. LRRK2는 류신이 풍부한 반복 키나제 계열에 속한다. 이 유전자의 변종은 파킨슨병 및 크론병의 위험 증가와 관련이 있다.

## 기능
LRRK2 유전자는 아르마딜로 반복(ARM) 영역, 안키린 반복(ANK) 영역, 류신 풍부 반복(LRR) 도메인, 키나제 도메인, RAS 도메인, GTPase 도메인 및 WD40 도메인을 갖는 단백질을 코딩한다. 이 단백질은 주로 세포질에 존재하지만 미토콘드리아 외막과도 결합한다.
LRRK2는 파킨의 C-말단 R2 RING 핑거 도메인과 상호작용하고, 파킨은 LRRK2의 COR 도메인과 상호작용한다. 돌연변이 LRRK2의 발현은 신경모세포종 세포와 마우스 피질 뉴런에서 세포사멸 세포 사멸을 유도했다.
상염색체 우성 파킨슨병과 관련된 LRRK2 돌연변이의 발현은 생체 내 및 배양된 뉴런에서 수지상 나무의 단축 및 단순화를 유발한다. 이는 부분적으로 거대자가포식의 변화에 의해 매개되며, 자가포식 단백질 LC3의 단백질 키나제 A 조절에 의해 예방될 수 있다. G2019S 및 R1441C 돌연변이는 시냅스 후 칼슘 불균형을 유발하여 미토파지에 의해 수상돌기에서 과도한 미토콘드리아 제거를 초래한다. LRRK2는 또한 샤페론 매개 자가포식의 기질이기도 하다.